# دون هسندريكس
دون هسندريكس (بالإنجليزية: Don Hendrix)‏ هو نظاراتي أمريكي، ولد في 1905، وتوفي في 1961.